# Agustín Delgado
Agustín Javier Delgado Chala (Ambuquí, 23 december 1974) is een voormalig Ecuadoraanse profvoetballer, bijgenaamd "El Tin".

## Clubcarrière
Delgado is een aanvaller die zijn loopbaan begon in 1991 bij Espoli. In de daaropvolgende jaren kwam hij voor verschillende clubs in Ecuador en Mexico uit alvorens bij Southampton in de Engelse Premier League te belanden. Hier werd hij echter geplaagd door blessures waardoor hij weinig in actie kwam. Na drie seizoenen en slechts elf gespeelde wedstrijden keerde hij terug naar de Ecuadoraanse competitie.
Sinds 2006 staat hij onder contract bij LDU Quito. Aan het eind van het seizoen 2006 was Delgado een van de aanstichters van een grote vechtpartij tussen de spelers van LDU Quito en Barcelona SC. Hij kreeg voor zijn aandeel een schorsing van twaalf maanden opgelegd.

## Interlandcarrière
Delgado debuteerde voor het nationale elftal op 17 augustus 1994 in de vriendschappelijke wedstrijd tegen Peru. Hij maakte deel uit van zowel de selectie voor het WK voetbal 2002 als het WK voetbal 2006 en zal voor altijd in de geschiedenisboeken worden onthouden als de eerste Ecuadoraanse doelpuntenmaker ooit op een WK-eindronde. Ook tijdens het WK 2006 was hij succesvol met twee doelpunten in drie wedstrijden. Delgado speelde in totaal 71 interlands, waarin hij 31 maal tot scoren kwam.
| Interlands van Agustín Delgado | Interlands van Agustín Delgado | Interlands van Agustín Delgado | Interlands van Agustín Delgado | Interlands van Agustín Delgado | Interlands van Agustín Delgado | Interlands van Agustín Delgado |
| №                              | Datum                          | Plaats                         | Opponent                       | Uitslag                        | Competitie                     | Goal                           |
| ------------------------------ | ------------------------------ | ------------------------------ | ------------------------------ | ------------------------------ | ------------------------------ | ------------------------------ |
| 1                              | 17/08/94                       | Lima                           | Peru                           | 0 – 2                          | Oefeninterland                 |                                |
| 2                              | 24/05/95                       | Toyama                         | Schotland                      | 1 – 2                          | Kirin Cup                      |                                |
| 3                              | 28/05/95                       | Tokyo                          | Japan                          | 0 – 3                          | Kirin Cup                      |                                |
| 4                              | 04/10/96                       | Ambato                         | Jamaica                        | 2 – 1                          | Oefeninterland                 | 2                              |
| 5                              | 09/10/96                       | Quito                          | Colombia                       | 0 – 1                          | WK-kwalificatie                |                                |
| 6                              | 23/10/96                       | Oakland                        | Mexico                         | 1 – 0                          | Oefeninterland                 |                                |
| 7                              | 12/01/97                       | La Paz                         | Bolivia                        | 0 – 2                          | WK-kwalificatie                |                                |
| 8                              | 05/02/97                       | Mexico-Stad                    | Mexico                         | 1 – 3                          | Oefeninterland                 | 1                              |
| 9                              | 12/02/97                       | Quito                          | Uruguay                        | 4 – 0                          | WK-kwalificatie                | 2                              |
| 10                             | 25/03/97                       | Guatemala                      | Guatemala                      | 0 – 0                          | Oefeninterland                 |                                |
| 11                             | 02/04/97                       | Lima                           | Peru                           | 1 – 1                          | WK-kwalificatie                |                                |
| 12                             | 28/05/97                       | San Salvador                   | El Salvador                    | 2 – 0                          | Oefeninterland                 |                                |
| 13                             | 08/06/97                       | Quito                          | Chili                          | 1 – 1                          | WK-kwalificatie                |                                |
| 14                             | 14/06/97                       | Cochabamba                     | Paraguay                       | 2 – 0                          | Copa América                   |                                |
| 15                             | 17/06/97                       | Cochabamba                     | Chili                          | 2 – 1                          | Copa América                   |                                |
| 16                             | 14/04/99                       | Monterrey                      | Mexico                         | 0 – 0                          | Oefeninterland                 |                                |
| 17                             | 02/06/99                       | Edmonton                       | Iran                           | 1 – 1                          | Canada Cup                     |                                |
| 18                             | 04/06/99                       | Edmonton                       | Guatemala                      | 3 – 1                          | Canada Cup                     | 1                              |
| 19                             | 15/06/99                       | San Cristobal                  | Venezuela                      | 2 – 3                          | Oefeninterland                 | 1                              |
| 20                             | 22/06/99                       | Santiago                       | Chili                          | 0 – 0                          | Oefeninterland                 |                                |
| 21                             | 01/07/99                       | Luque                          | Argentinië                     | 1 – 3                          | Copa América                   |                                |
| 22                             | 04/07/99                       | Luque                          | Uruguay                        | 1 – 2                          | Copa América                   |                                |
| 23                             | 27/10/99                       | Boston                         | Mexico                         | 0 – 0                          | Oefeninterland                 |                                |
| 24                             | 29/03/00                       | Quito                          | Venezuela                      | 2 – 0                          | WK-kwalificatie                | 1                              |
| 25                             | 26/04/00                       | Sao Paulo                      | Brazilië                       | 2 – 3                          | WK-kwalificatie                |                                |
| 26                             | 03/06/00                       | Asunción                       | Paraguay                       | 1 – 3                          | WK-kwalificatie                |                                |
| 27                             | 25/06/00                       | Quito                          | Panama                         | 5 – 0                          | Oefeninterland                 | 2                              |
| 28                             | 29/06/00                       | Quito                          | Peru                           | 2 – 1                          | WK-kwalificatie                |                                |
| 29                             | 19/07/00                       | Buenos Aires                   | Argentinië                     | 0 – 2                          | WK-kwalificatie                |                                |
| 30                             | 25/07/00                       | Quito                          | Colombia                       | 0 – 0                          | WK-kwalificatie                |                                |
| 31                             | 16/08/00                       | Quito                          | Bolivia                        | 2 – 0                          | WK-kwalificatie                | 2                              |
| 32                             | 08/10/00                       | Quito                          | Chili                          | 1 – 0                          | WK-kwalificatie                | 1                              |
| 33                             | 15/11/00                       | Maracaibo                      | Venezuela                      | 2 – 1                          | WK-kwalificatie                |                                |
| 34                             | 28/03/01                       | Quito                          | Brazilië                       | 1 – 0                          | WK-kwalificatie                | 1                              |
| 35                             | 24/04/01                       | Quito                          | Paraguay                       | 2 – 1                          | WK-kwalificatie                | 2                              |
| 36                             | 02/06/01                       | Lima                           | Peru                           | 2 – 1                          | WK-kwalificatie                | 1                              |
| 37                             | 07/06/01                       | Columbus                       | Verenigde Staten               | 0 – 0                          | Oefeninterland                 |                                |
| 38                             | 11/07/01                       | Barranquilla                   | Chili                          | 1 – 4                          | Copa América                   |                                |
| 39                             | 14/07/01                       | Barranquilla                   | Colombia                       | 0 – 1                          | Copa América                   |                                |
| 40                             | 17/07/01                       | Barranquilla                   | Venezuela                      | 4 – 0                          | Copa América                   | 2                              |
| 41                             | 15/08/01                       | Quito                          | Argentinië                     | 0 – 2                          | WK-kwalificatie                |                                |
| 42                             | 05/09/01                       | Bogota                         | Colombia                       | 0 – 0                          | WK-kwalificatie                |                                |
| 43                             | 06/10/01                       | La Paz                         | Bolivia                        | 5 – 1                          | WK-kwalificatie                | 1                              |
| 44                             | 07/11/01                       | Quito                          | Uruguay                        | 1 – 1                          | WK-kwalificatie                |                                |
| 45                             | 17/04/02                       | Murcia                         | Zuid-Afrika                    | 0 – 0                          | Oefeninterland                 |                                |
| 46                             | 08/05/02                       | New Jersey                     | Joegoslavië                    | 1 – 0                          | Oefeninterland                 | 1                              |
| 47                             | 03/06/02                       | Sapporo                        | Italië                         | 0 – 2                          | WK-eindronde                   |                                |
| 48                             | 09/06/02                       | Miyagi                         | Mexico                         | 1 – 2                          | WK-eindronde                   | 1                              |
| 49                             | 13/06/02                       | Yokohama                       | Kroatië                        | 1 – 0                          | WK-eindronde                   |                                |
| 50                             | 10/03/04                       | Tuxtla Gutierrez               | Mexico                         | 1 – 2                          | Oefeninterland                 |                                |
| 51                             | 30/03/04                       | Buenos Aires                   | Argentinië                     | 0 – 1                          | WK-kwalificatie                |                                |
| 52                             | 28/04/04                       | Fort Lauderdale                | Honduras                       | 1 – 1                          | Oefeninterland                 |                                |
| 53                             | 02/06/04                       | Quito                          | Colombia                       | 2 – 1                          | WK-kwalificatie                | 1                              |
| 54                             | 05/06/04                       | Quito                          | Bolivia                        | 3 – 2                          | WK-kwalificatie                | 1                              |
| 55                             | 07/07/04                       | Chiclayo                       | Argentinië                     | 1 – 6                          | Copa América                   | 1                              |
| 56                             | 10/07/04                       | Chiclayo                       | Uruguay                        | 1 – 2                          | Copa América                   |                                |
| 57                             | 13/07/04                       | Piura                          | Mexico                         | 1 – 2                          | Copa América                   | 1                              |
| 58                             | 05/09/04                       | Montevideo                     | Uruguay                        | 0 – 1                          | WK-kwalificatie                |                                |
| 59                             | 17/11/04                       | Quito                          | Brazilië                       | 1 – 0                          | WK-kwalificatie                |                                |
| 60                             | 27/03/05                       | Quito                          | Paraguay                       | 5 – 2                          | WK-kwalificatie                |                                |
| 61                             | 30/03/05                       | Lima                           | Peru                           | 2 – 2                          | WK-kwalificatie                |                                |
| 62                             | 04/06/05                       | Quito                          | Argentinië                     | 2 – 0                          | WK-kwalificatie                | 1                              |
| 63                             | 08/06/05                       | Barranquilla                   | Colombia                       | 0 – 3                          | WK-kwalificatie                |                                |
| 64                             | 11/06/05                       | New Jersey                     | Italië                         | 1 – 1                          | Oefeninterland                 |                                |
| 65                             | 03/09/05                       | La Paz                         | Bolivia                        | 2 – 1                          | WK-kwalificatie                | 2                              |
| 66                             | 08/10/05                       | Quito                          | Uruguay                        | 0 – 0                          | WK-kwalificatie                |                                |
| 67                             | 13/11/05                       | Barcelona                      | Polen                          | 0 – 3                          | Oefeninterland                 |                                |
| 68                             | 28/05/06                       | Getafe                         | Macedonië                      | 1 – 2                          | Oefeninterland                 |                                |
| 69                             | 09/06/06                       | Gelsenkirchen                  | Polen                          | 2 – 0                          | WK-eindronde                   | 1                              |
| 70                             | 15/06/06                       | Hamburg                        | Costa Rica                     | 3 – 0                          | WK-eindronde                   | 1                              |
| 71                             | 25/06/06                       | Stuttgart                      | Engeland                       | 0 – 1                          | WK-eindronde                   |                                |

- Alle uitslagen bezien vanuit perspectief Ecuador.

## Erelijst
Barcelona SC
- Ecuadoraans landskampioen

1997
 El Nacional
- Ecuadoraans landskampioen

1996
 LDU Quito
- Topscorer Copa Libertadores

2006 (5 goals)
- Campeonato Ecuatoriano de Fútbol

2007
- Copa Libertadores

2008
- Copa Sudamericana

2009
- Recopa Sudamericana

2009